# Jan Šantl
Jan Nepomuk Jiří Šantl (15. května 1798 Poděbrady – 24. března 1858 Poděbrady), byl český a rakouský právník, dramatik, hudební skladatel a politik, během revolučního roku 1848 poslanec Říšského sněmu.

## Biografie
Absolvoval gymnázium a studoval filozofii a práva na Karlo-Ferdinandově univerzitě v Praze. Od roku 1827 působil jako účetní v Městci Králové. V období let 1830–1833 vykonával úřad purkmistra rodných Poděbrad. V té době profesně působil jako justiciár v obci Dymokury, od roku 1834 byl justiciárem ve Smidarech a od roku 1838 ve Skřivanech.
Během revolučního roku 1848 se zapojil i do politiky. Ve volbách roku 1848 byl zvolen na ústavodárný Říšský sněm. Zastupoval volební obvod Chlumec nad Cidlinou. Uvádí se jako justiciár. Patřil ke sněmovnímu bloku pravice, do kterého náležel český politický tábor, Národní strana (staročeši).
Roku 1850 se stal přísedícím kolegiálního soudu v Českém Krulově. Od roku 1856 byl soudcem ve Strakonicích. V roce 1857 se stal notářem v Poděbradech. Kromě justiční činnosti také působil v obrozeneckých kulturních aktivitách. V roce 1844 spoluzaložil knihovnu ve Smidarech. Napsal několik divadelních her (Černohorka, Staré hodiny, Lest proti lsti, Vdova a vdovec, Jiří z Poděbrad) a dramat s historickou tematikou českých dějin a pověstí. Příležitostně skládal i hudbu. Sepsal rozsáhlou monografii o dějinách Poděbrad (nevydána tiskem, jen v rukopise).
Zemřel v březnu 1858.